# Campamento de Nur Shams
El campamento de Nur Shams (Árabe: مخيّم نور شمس) es un campamento de refugiados palestino en la Gobernación de Tulkarem, al noroeste de Cisjordania (Palestina), ubicado a tres kilómetros al este de Tulkarem. Según la Oficina Central de Estadísticas de Palestina (PCBS), el campamento de Nur Shams tenía una población de 6.479 habitantes en 2007. La estimación actual del PCBS es de 7350 habitantes, si bien UNRWA tiene censados 10 500 refugiados en el campamento.

## Historia

### Antecedentes
El historiador israelí Benny Morris afirma que la zona donde se encuentra el campamento era «un área exclusivamente árabe» a comienzos de 1936. Durante el periodo del mandato británico de Palestina, las autoridades británicas establecieron un campo de detención en Nur Shams.

### Creación y ocupación jordana
El campamento de Nur Shams se estableció en 1952 por la Agencia de las Naciones Unidas para los Refugiados Palestinos en Oriente Medio (UNRWA) para dar cobijo a miles de los refugiados palestinos que habían huido o habían sido expulsados de sus tierras por el avance de las tropas israelíes durante la guerra árabe-israelí de 1948, en lo que el mundo árabe ha dado en llamar la Nakba. En concreto, en el campamento de Nur Shams se establecieron refugiados provenientes de diversas aldeas de la zona de Haifa, de la que se vieron obligados a huir unos 80 000 palestinos durante la Nakba. Estos refugiados habían vivido originalmente en otro campamento de refugiados cercano a Yenín, pero una tormenta de nieve lo destruyó en 1950 y se tuvieron que reasentar cerca de Tulkarem, incluido en la antigua cárcel británica de Nur Shams. Ya en 1956, UNRWA comenzó a construir refugios en la zona que acabarían convirtiéndose en el actual campamento de Nur Shams.
Tras finalizar la guerra árabe-israelí de 1948, toda Cisjordania quedó bajo un régimen de ocupación jordana. El campamento se estableció en 1952 sobre 226 dunums (0,2 kilómetros cuadrados) de terreno alquilados a las autoridades jordanas.

### Ocupación israelí
Poco antes de 1967, un censo de OCHA fijaba su población en 3125 habitantes. Desde la guerra de los Seis Días en 1967, el campamento de Nur Shams y el resto de Cisjordania, la Franja de Gaza, Jerusalén Este y los Altos del Golán han permanecido bajo ocupación israelí. El campamento pasó a estar bajo control administrativo de la Autoridad Nacional Palestina en noviembre de 1998, tras la firma del memorando de Wye River.
Un joven de 17 años llamado Yousef Muhammad Yousef abu-Shehada murió el 7 de marzo de 2002 en el campamento de Nur Shams en el transcurso de una incursión del ejército israelí, tras recibir el impacto de un proyectil de artillería en cabeza y pecho. Otro joven, también de 17 años, falleció el 8 de agosto de 2005 en el campamento; se llamaba Tamer Asad Khader Jaber Zandik y murió de un disparo en la cabeza realizado por un francotirador israelí mientras estaba sentado a la puerta de su casa. El 17 de septiembre de 2010, Iyad As'ad Ahmad Abu Shalbayah, de 38 años, murió abatido por soldados israelíes durante una operación en el propio campamento de Nur Shams destinada a detenerlo. El ejército israelí realizó una nueva incursión en el campamento el 24 de julio de 2023 que tuvo como resultado 13 palestinos heridos, 4 por disparos de soldados israelíes y 9 con heridas causadas por la metralla.
El 4 de agosto de 2023, las tropas israelíes mataron de un disparo en la cabeza a un joven de 18 años llamado Mahmoud Abu Sa'an en el transcurso de una incursión en el campamento.

#### Guerra Israel-Gaza de 2023-2025
La creciente violencia en Cisjordania desde 2022 ha provocado la proliferación de actividades de grupos militantes en el campamento. La resistencia a la ocupación israelí en el campamento incluye varias facciones como las Brigadas Nur Shams, afiliadas a las brigadas Al-Quds, combatientes afiliados al partido Al Fatah y a Hamás, junto con jóvenes adiestrados en el uso de fusiles pero con poca o ninguna afiliación a un grupo armado. El Armed Conflict Location and Event Data Project (Proyecto de Datos sobre Localización y Sucesos de Conflictos Armados) (ACLED) registró más de 1300 sucesos de violencia política en los que participan grupos armados palestinos en Cisjordania en los 12 meses anteriores a los atentados de octubre de 2023 en Israel. El campamento se ha convertido en centro neurálgico de una coalición de combatientes que luchan contra la ocupación israelí, por lo que es blanco de frecuentes ataques de las fuerzas de defensa de Israel.
Desde el 7 de octubre de 2023, se ha producido un repunte de los asaltos israelíes al campamento, que frecuentemente conllevan la destrucción de infraestructuras, interrupciones del servicio eléctrico y de Internet, restricciones de alimentos y suministros, y detenciones y asesinatos de civiles desarmados. Se calcula que desde esa fecha hasta mediados de julio de 2024, las fuerzas israelíes mataron a casi 150 personas en Nur Shams y Tulcarem.
En la madrugada del 19 de octubre de 2023, las Fuerzas de Defensa de Israel invadieron el campamento con vehículos militares y arrasaron las calles con excavadoras blindadas, aplastando por el camino los coches aparcados. Las líneas de agua y electricidad, las tuberías de alcantarillado e Internet quedaron destruidas. El campamento quedó a oscuras, sin acceso a servicios ni comunicaciones y sin ayuda humanitaria. Murieron 13 palestinos, siete menores de 18 años, y al menos 40 personas resultaron heridas por disparos de francotiradores y misiles teledirigidos lanzados contra viviendas.
A finales de diciembre de 2023, un ataque con un dron mató a seis personas e hirió a varias, y durante al menos hora y media las fuerzas israelíes impidieron que las ambulancias se acercaran por lo que varios de los heridos fallecieron por falta de asistencia.
En abril de 2024, Israel impuso un toque de queda al campamento antes de llevar a cabo una incursión de dos días en los que bombardeó intensamente casas y edificios, atacó intencionadamente infraestructuras destrozando alcantarillas y acometidas de agua potable, e incendió vehículos. El ataque a Nur Shams se llevó a cabo utilizando tropas terrestres, excavadoras y drones. Durante 52 horas, los residentes afirman que se produjeron frecuentes enfrentamientos entre las tropas israelíes y miembros de las Brigadas de los Mártires de Al-Aqsa, una coalición de grupos armados palestinos de la Cisjordania ocupada asociados al movimiento Fatah. Murieron al menos catorce palestinos, dos de ellos menores. Los residentes afirmaron que al menos tres personas fueron ejecutadas sumariamente o utilizadas como escudos humanos, afirmaciones que el ejército israelí niega.
A comienzos de 2025, el ejército israelí llevó a cabo una incursión a gran escala en el norte de Cisjordania y procedió a demoler amplias zonas de los campamentos de refugiados de Yenín, Nur Shams y Tulkarem, destruyendo numeroso bloques de edificios para crear carreteras de acceso a los vehículos militares y expulsando a cientos de refugiados de sus hogares. El 9 de febrero de 2025, durante una incursión en el campamento, las tropas israelíes mataron a dos mujeres de 21 y 23 años, esta última embarazada de ocho meses.

## Demografía
Las cifras relacionadas con la población de los campamentos de refugiados palestinos tienden a ser problemáticas debido tanto a la dificultad de realizar censos en ellas (dada la situación política en Palestina) como a la duplicidad de datos, ya que tanto la Oficina Central de Estadísticas de Palestina (PCBS) como UNRWA ofrecen sus propios cálculos de población. En el caso del campamento de Nur Shams, el último censo completo de Cisjordania realizado por el PCBS ofreció en 2007 la cifra de 6479 habitantes; según UNRWA, en cambio, a fecha de 2017 hay 10 500 refugiados palestinos registrados en el campamento, si bien esta misma fuente señala que el PCBS calcula su población en aproximadamente 7350 habitantes. En cualquier caso, estas cifras dan una densidad de población de cerca de 50 000 habitantes por kilómetro cuadrado.

## Infraestructuras

### Educación
UNRWA es la encargada de proporcionar servicios educativos al campamento de Nur Shams, y lo hace mediante dos escuelas construidas allí en 2001 y 2004, una para chicas y otra para chicos. En total, dan servicio a unos 1700 alumnos de ambos sexos, ofertando aulas de informática, laboratorios y una biblioteca. Los sábados se ofertan clases de refuerzo en árabe y matemáticas.

### Salud
El centro de salud del campamento fue reconstruido en 1996 con la contribución financiera del gobierno de Alemania. UNRWA gestiona el centro, que proporciona a sus pacientes atención reproductiva, pediatría, vacunación, chequeos y tratamiento para enfermedades tanto contagiosas como no contagiosas, así como tratamiento psicológico. El centro médico también tiene un equipo de rayos X, y un dentista visita el centro médico dos días a la semana.

### Otras infraestructuras
Todos los refugios se encuentran conectados a la red eléctrica y al sistema de agua corriente, y casi todos disponen también de conexión con el sistema de alcantarillado local. Un canal de alcantarillado a cielo abierto que discurre desde Nablus hasta Tulkarem y que pasa por las cercanías del campamento tiende a desbordarse en épocas de lluvia, con los consiguientes problemas de salud pública que ello conlleva. El campamento sufre un importante problema de superpoblación debido a la combinación de una población creciente y una superficie muy limitada, hasta el punto de que no hay espacios abiertos para que jueguen los niños más allá de los patios de los colegios.

## Economía
El programa de acción social de UNRWA proporciona lotes de comida a unos 830 refugiados del campamento, lo que supone aproximadamente el 8 por cien de la población.